# Kevin Vandersmissen
Kevin Vandersmissen, online spelend als Civel (Sint-Laureins-Berchem, 18 april 1988) is een Belgische professionele pokerspeler. Hij wordt gezien als de een van de beste toernooispelers van België. De voormalig bouwarbeider bezette in juni 2013 met ruim anderhalf miljoen dollar prijzengeld in live toernooien de derde plaats op de Belgische all-time money list.
Op 25 maart 2011 speelde hij aan de finaletafel van het EPT toernooi in Saalbach-Hinterglemm en greep net naast de overwinning. Het zou de eerste Belgische EPT zege ooit geweest zijn. Uniek was het feit dat zijn goede Belgische vrienden Philip Meulyzer en Koen De Visscher eveneens meespeelden aan die finaletafel. De tweede plaats leverde Vandersmissen € 260.000 op. Een jaar later volgde zijn grootste resultaat ooit, wanneer hij de Irish Open 2012 op zijn naam wist te schrijven voor 420.000 euro.